# NXT Battleground (2025)
NXT Battleground (2025) (promowany jako Battleground: Tampa) – ósma gala wrestlingu w chronologii cyklu Battleground, wyprodukowana przez federację WWE oraz trzecia gala Battleground dla zawodników z brandu NXT. Odbyła się 25 maja 2025 w Yuengling Center w Tampie w stanie Floryda. Było to pierwsze Battleground emitowane w serwisie Netflix na większości rynków międzynarodowych i pierwsze wydarzenie NXT transmitowane na żywo, które odbyło się w Tampie. Podobnie jak w przypadku edycji z 2023 roku, wydarzenie szło łeb w łeb z pay-per-view All Elite Wrestling Double or Nothing.
Na gali odbyło się sześć walk. W walce wieczoru, Trick Williams pokonał Joe Hendry’ego z Total Nonstop Action Wrestling (TNA), aby wygrać TNA World Championship; był to pierwszy raz, gdy mistrzostwo TNA było bronione podczas wydarzenia WWE na żywo. W innych ważnych walkach, Oba Femi pokonał Mylesa Borne’a, aby zachować NXT Championship, a Stephanie Vaquer pokonała Jordynne Grace, aby zachować NXT Women’s Championship.

## Produkcja

### Tło
Battleground było wcześniej coroczną galą wrestlingu pay-per-view (PPV), założoną przez WWE w 2013 roku. Inauguracyjna gala w 2013 roku odbyło się w październiku, ale następnie zostało przeniesione na lipiec od 2014 do 2017 roku. Cykl Battleground został następnie przerwany po gali w 2017 roku, ponieważ WWE zaprzestało produkcji ekskluzywnych dla brandów PPV dla głównych brandów rosterowych, Raw i SmackDown, co spowodowało mniejszą liczbę gal PPV organizowanych rocznie. Jednak w maju 2023 roku firma wznowiła galę dla swojej rozwojowego brandu NXT. 7 marca 2025 roku ogłoszono, że trzecia gala NXT Battleground, a ósma w ogóle, odbędzie się w niedzielę 25 maja 2025 roku w Yuengling Center w Tampie w stanie Floryda. Odbędzie się w godzinach popołudniowych pierwszej nocy WrestleManii 41. Oprócz Peacock w Stanach Zjednoczonych, będzie to pierwszy Stand & Deliver transmitowany na żywo w serwisie Netflix na większości innych rynków międzynarodowych i WWE Network we wszystkich pozostałych krajach, które nie zostały jeszcze przeniesione do Netflix z powodu wcześniej obowiązujących umów. To oznacza pierwsze Battleground, które będzie transmitowane na żywo w serwisie Netflix po połączeniu WWE Network w ramach usługi w styczniu na tych obszarach. Począwszy od Halloween Havoc w 2024 roku, wszystkie główne wydarzenia NXT wykorzystują teraz logo WWE, dzięki czemu będzie to pierwsze wydarzenie Battleground wykorzystujące logo promocji od 2017 roku.
Podobnie jak w przypadku wydarzenia z 2023 roku, Battleground zmierzy się z Double or Nothing, wydarzeniem PPV wyprodukowanym przez All Elite Wrestling (AEW). Według dyrektora wykonawczego WWE Shawna Michaelsa, harmonogram nie był przeznaczony dla WWE, aby iść łeb w łeb z AEW, ale było to spowodowane świętem (weekend Memorial Day), ponieważ powiedział, że wydarzenia WWE zawsze dobrze sobie radziły w święta.

### Rywalizacje
NXT Battleground oferowało walki profesjonalnego wrestlingu z udziałem wrestlerów należących do brandu NXT. Wyreżyserowane rywalizacje (storyline’y) były kreowane podczas cotygodniowych gal NXT. Wrestlerzy są przedstawieni jako heele (negatywni, źli zawodnicy i najczęściej wrogowie publiki) i face’owie (pozytywni, dobrzy i najczęściej ulubieńcy publiki), którzy rywalizują pomiędzy sobą w seriach walk mających budować napięcie. Kulminacją rywalizacji jest walka wrestlerska lub ich seria.

#### Pojedynek o NXT Championship
Po udanej obronie NXT Championship przez Obę Femiego w Stand & Deliver, battle royal został zaplanowany na odcinek NXT z 6 maja, aby wyłonić pretendenta numer jeden do tytułu w Battleground. Walkę wygrał Myles Borne.

#### Pojedynek o NXT Women’s Championship
Na Stand & Deliver, Stephanie Vaquer zachowała NXT Women’s Championship w fatal 4-way matchu z udziałem Jordynne Grace i Giulii. W odcinku NXT z 22 kwietnia, po tym jak Vaquer wygrała swoją walkę, została skonfrontowana przez Grace i Giulię. Po tym, jak drużyna Grace pokonała drużynę Giulii w tag team matchu w następnym tygodniu, Generalna Menadżerka NXT Ava zaplanowała walkę pomiędzy Grace i Giulią na odcinku 6 maja, w którym zwyciężczyni zmierzy się z Vaquer o tytuł na Battleground. Walkę wygrała Grace.

#### Pojedynek o TNA World Championship
W odcinku NXT z 22 kwietnia, TNA World Champion Joe Hendry przerwał segment pomiędzy NXT Championem Obą Femim i Trickiem Williamsem, próbując zgłosić pretensje do tytułu Femiego. Williams zrobił wyjątek od komentarzy Hendry’ego i wyśmiewał go za szybką porażkę z Randym Ortonem na WrestleManii 41, stwierdzając, że był "pierwszy w kolejce" do tytułu, mówiąc Hendry’emu, że "nie należy" do NXT. Hendry odpowiedział na ciągłe narzekania Williamsa, po czym stanął oko w oko z Femim. Williams próbował interweniować, ale został szybko wyrzucony z ringu przez dwóch mistrzów. Pięć dni później na TNA Rebellion, Hendry z powodzeniem obronił tytuł przeciwko posiadaczowi Call Your Shot Trophy Frankiemu Kazarianowi i Ethanowi Page’owi z NXT w three-way matchu, w którym Hendry przypiął Page’a. Jednak po krótkim świetowaniu Hendry został zaatakowany przez Williamsa, aby zamknąć galę. W następnym odcinku NXT Hendry pojawił się na początku programu, wzywając Williamsa za atak na niego na Rebellion i niezdolność do pociągnięcia siebie do odpowiedzialności za nie bycie NXT Championem. Wyzwał Williamsa, by zmierzył się z nim wtedy i tam, ale zamiast tego został zaatakowany przez DarkState (Dion Lennox, Saquon Shugars, Cutler James i Osiris Griffin). Williams ostatecznie pojawił się w drugiej połowie programu, lekceważąc Hendry’ego jako realne zagrożenie i gwiazdę. Dwa dni później w odcinku na żywo TNA Impact!, Hendry ponownie wezwał Williamsa na początku programu, ale spotkał się z rzekomym przekazem satelitarnym od tego ostatniego, który powiedział, że przygotowuje się do battle royalu w przyszłym tygodniu na NXT, aby wyłonić następnego pretendenta Femiego. W walce wieczoru Hendry połączył siły z The Hardys (Matt Hardy i Jeff Hardy), aby zmierzyć się z Kazarianem i TNA World Tag Team Championów The Nemeths (Nic Nemeth i Ryan Nemeth). W końcowych momentach pojawił się Williams i zaatakował Hendry’ego, pozwalając Nicowi przypiąć Jeffa, aby wygrać dla swojej drużyny. Odcinek zakończył się, gdy Williams po raz kolejny położył Hendry’ego. Następnie ogłoszono, że Hendry i Elijah, z którym Hendry zawarł sojusz, zmierzy się z Williamsem w tag team matchu, dni przed Battleground na TNA Under Siege, oznaczający debiut Williamsa w ringu TNA. W następnym odcinku NXT, Williams ponownie ingerował w six-man tag team match Hendry’ego przeciwko DarkState, kosztując Hendry’ego ponownie walkę. Później tej nocy, Hendry ingerował w battle royal, pozwalając Elijahowi wyeliminować Williamsa. Generalna Menadżerka NXT Ava ogłosiła następnie, że po rozmowie z dyrektorem władz TNA Santino Marellą, Hendry będzie bronił swojego tytułu przeciwko Williamsowi na Battleground, co oznacza, że po raz pierwszy TNA World Championship będzie bronione w ringu WWE.

#### Tony D’Angelo vs. Channing "Stacks" Lorenzo
Przed Stand & Deliver, The D’Angelo Family (Tony D’Angelo, Channing "Stacks" Lorenzo, Luca Crusifino i Adriana Rizzo) walczyli z DarkState (Dion Lennox, Saquon Shugars, Cutler James i Osiris Griffin). W odcinku NXT z 8 kwietnia, Lorenzo wyzwał DarkState na spotkanie z nim na parkingu w następnym tygodniu, o czym nie wiedział D’Angelo, gdzie on i Crusifino zaangażowali się w okrutną bójkę z DarkState, który uzyskał przewagę, dopóki D’Angelo nie przybył, aby wyrównać szanse. D’Angelo skonfrontował się z Lorenzo za to, że nie skonsultował się z nim w sprawie tego planu. Doprowadziło to do six-man tag team matchu na Stand & Deliver, gdzie Lorenzo zwrócił się przeciwko D’Angelo, zmieniając się przy tym w heela. W ciągu następnych tygodni, Crusifino zniknął, podczas gdy Rizzo ukryła się w bezpiecznym domu na prośbę D’Angelo. W odcinku NXT z 29 kwietnia, D’Angelo stwierdził, że impulsywność Lorenzo naraziła grupę na niebezpieczeństwo i poprzysiągł zemstę. Lorenzo odpowiedział przez satelitę i stwierdził, że D’Angelo zmiękł i nie jest już w stanie przewodzić grupie. W odcinku NXT z 13 maja, D’Angelo walczył z Wesem Lee, gdzie Lorenzo pojawił się przez satelitę spoza kryjówki Rizzo, rozpraszając D’Angelo na tyle długo, by kosztować go walkę. Później tej nocy D’Angelo przybył do kryjówki, ale został zaatakowany przez Lorenzo. Walka pomiędzy dwoma mężczyznami została zaplanowana na Battleground.

#### Pojedynek o NXT Women’s North American Championship
Na Stand & Deliver, Sol Ruca wygrała ladder match, w którym uczestniczyły także Kelani Jordan i tag team partnerka Ruci, Zaria, aby wygrać zwakowane NXT Women’s North American Championship. Na odcinku NXT z 29 kwietnia, Jordan kpiła z Ruci i Zarii, stwierdzając, że kiedy była mistrzynią, co tydzień broniła tytułu. Ruca miała zgodzić się na obronę swojego tytułu, ale Zaria przerwała, stwierdzając, że Jordan będzie musiała zmierzyć się z nią pierwsza. Walka pomiędzy Jordan i Zarią odbyła się w następnym odcinku, w której Zaria wygrała. W następnym odcinku, Kelani wyzwała Zarię na rewanż, stwierdzając, że jeśli wygra, rzuci wyzwanie Ruce o tytuł na Battleground. Ruca zgodziła się, a walka odbyła się w następnym odcinku, gdzie Jordan pokonała Zarię.

#### Hank and Tank (Hank Walker i Tank Ledger) i Josh Briggs vs. The Culling (Brooks Jensen, Niko Vance i Shawn Spears)
W odcinku NXT z 6 maja, Yoshiki Inamura z Pro Wrestling Noah ogłosił, że wróci do swojej rodzinnej Japonii, skutecznie kończąc współpracę z Joshem Briggsem po miesiącach niezgody pomiędzy nimi. W następnym tygodniu, Briggs zastanawiał się nad tym, jak czuł się winny, jakby odepchnął Inamurę, ale został skonfrontowały przez NXT Tag Team Championów Hank i Tank (Hanka Walkera i Tanka Ledgera). Lider The Culling, Shawn Spears, przerwał, mówiąc, że Briggs ma tendencję do odpychania ludzi, w tym swojego byłego tag team partnera, Brooksa Jensena, członka The Culling. Doprowadziło to do walki pomiędzy nimi w następnym odcinku, w którym Spears pokonał Briggsa po ingerencji reszty The Culling (Jensen, Niko Vance’a i Izzi Dame). Po walce Briggs zaatakował Spearsa, ale został zaatakowany przez The Culling, zanim Walker i Ledger wyszli, by wyrównać szanse. Później tej samej nocy ogłoszono, że Briggs, Walker i Ledger zmierzą się ze Spearsem, Jensenem i Vancem w six-man tag team matchu na Battleground.

## Wyniki walk
| Nr                                 | Wyniki | Stypulacje                                              | Czas  |
| ---------------------------------- | --- | ------------------------------------------------------- | ----- |
| 1                                  | Sol Ruca (c) (z Zarią) pokonała Kelani Jordan poprzez pinfall                                                                                               | Singles match o NXT Women’s North American Championship | 12:59 |
| 2                                  | Hank and Tank (Hank Walker i Tank Ledger) i Josh Briggs pokonali The Culling (Brooksa Jensena, Niko Vance’a i Shawna Spearsa) (z Izzi Dame) poprzez pinfall | Six-man tag team match                                  | 9:26  |
| 3                                  | Channing "Stacks" Lorenzo pokonał Tony’ego D’Angelo poprzez pinfall                                                                                         | Singles match                                           | 15:14 |
| 4                                  | Stephanie Vaquer (c) pokonała Jordynne Grace poprzez pinfall                                                                                                | Singles match o NXT Women’s Championship                | 16:07 |
| 5                                  | Oba Femi (c) pokonał Mylesa Borne’a poprzez pinfall | Singles match o NXT Championship                        | 16:49 |
| 6                                  | Trick Williams pokonał Joe Hendry’ego (c) poprzez pinfall                                                                                                   | Singles match o TNA World Championship                  | 14:58 |
| (c) – mistrz/mistrzyni przed walką | |                                                         |       |